# Christian Konrad Sprengel

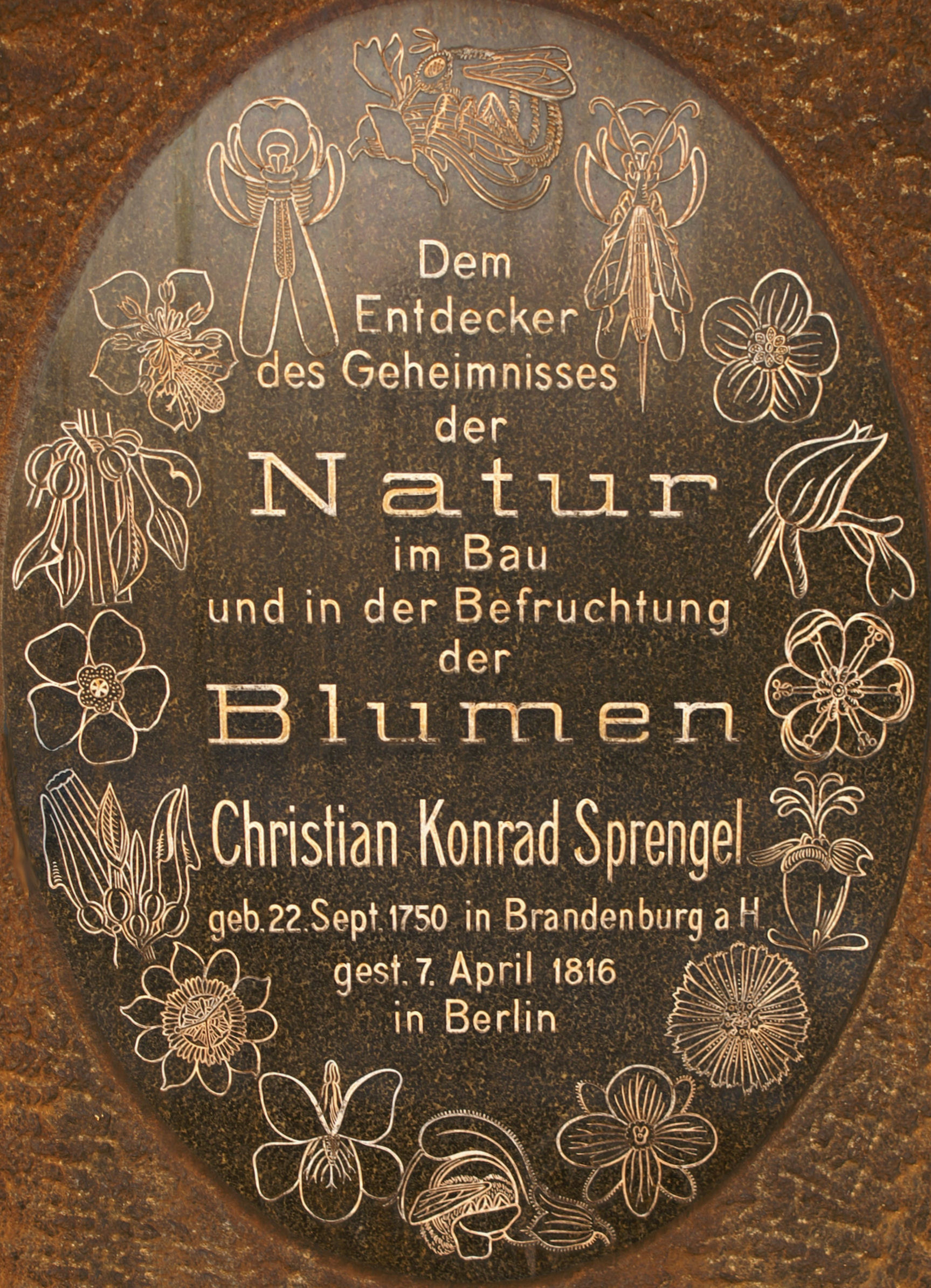
Placa conmemorativa de Christian Konrad Sprengel en Berlín

Christian Konrad Sprengel (* 22 de septiembre de 1750, Brandeburgo - † 7 de abril de 1816, Berlín) fue un teólogo, botánico y naturalista alemán.
El papel que les corresponde a las abejas en la fertilización de las flores, y la propia sexualidad vegetal fue  establecido claramente por Sprengel en 1793, un año después de la publicación de las observaciones de François Huber, el apicultor ciego, de nacionalidad suiza, quien realmente proporcionó los fundamentos para la ciencia apícola moderna.
Con minuciosidad y con una energía asombrosa por la observación Sprengel investigó las condiciones de la polinización de las flores. Ese eminente botánico introdujo a Darwin en el tema pero su trabajo, Und de Natur im Bau del der de Geheimniss del entdeckte de Das en el der Blumen de Befruchtung del der (Berlín, 1793); no fue apreciado en su esplendor.
Sprengel procedió desde un punto de vista teológico ingenuo. Creyó firmemente que el sabio autor de la naturaleza no había creado un solo pelo sin un propósito definido. Tuvo éxito en demostrar un número de adaptaciones en las flores para asegurar la polinización; pero su trabajo fue rechazado por sus contemporáneos, tanto por considerar obsceno que las flores tuvieran alguna relación con las funciones sexuales como por el nulo reconocimiento a la inmanente importancia de sus descubrimientos sobre la selección y evolución. 
Hasta la publicación del libro de Darwin On the various contrivances by which British and foreign orchids are fertilised by insects, and on the good effects of intercrossing; (Londres 1862), la ecología floral no fue considerada propiamente una 'ciencia'.
- La abreviatura «C.K.Spreng.» se emplea para indicar a Christian Konrad Sprengel como autoridad en la descripción y clasificación científica de los vegetales.[1]

## Obra
- Christian Konrad Sprengel. 1793. Das entdeckte Geheimnis der Natur im Bau und in der Befruchtung der Blumen.. Lehre : Cramer, 1972, Reimpreso [d. Ausg.] Berlín 1793
- Christian Konrad Sprengel. 1918. Die Nützlichkeit der Bienen und die Notwendigkeit der Bienenzucht, von e. neuen Seite dargest. Bln : Pfenningstorff, 1918. Enlace en Google
- Christian Konrad Sprengel. 1894. Das entdeckte Geheimnis der Natur im Bau und in der Befruchtung der Blumen. Leipzig: Engelmann, 1894.

## Fuente
- Art. en https://web.archive.org/web/20080424000909/http://www.culturaapicola.com.ar/wiki/index.php/Christian_Konrad_Sprengel; y en Wikipedia en lengua inglesa